# Geminos din Rhodos
Geminos din Rhodos a fost un astronom și matematician din Grecia antică care a trăit prin secolul I î.Hr.
A fost elevul filozofului stoic Poseidonios.
Lucrările sale nu au rezistat timpului, dar conform lui Eutokios (căruia i-a fost profesor), ar fi scris șase cărți privind teoriile matematicii și o enciclopedie științifică ce conținea principiile logice care stau la baza matematicii, și elemente de mecanică, astronomie, geodezie.
A încercat să demonstreze axiomele lui Euclid și l-a criticat pe Apolloniu pentru faptul că acesta a considerat drept axiome ceea ce trebuia demonstrat.
A observat că ar exista linii convergente, ca de exemplu hiperbola sau concoida și asimptotele acestora, fără ca acestea să se intersecteze și amintește de liniile elicoidale.
A murit la Roma.
Un crater de pe Lună îi poartă numele.

## Scrieri
- Introducere în fenomenele cerești, un tratat elementar de cosmografie, scris în greacă și publicată în latină abia în 1590;
- Ennarationes geometricae ("Privire istorică asupra descoperirilor geometrice"), despre care amintește Proclus;
- Meteorologica, un vast tratat de astronomie;
- Isagoge, un fel de îndreptar;
- Teoria matematicii, care elucidează clasificarea matematicii.